# Aminah al-Said
Amīnah al-Saʿīd ( El Cairo, Egipto, 20 de enero de 1914- El Cairo, Egipto,13 de agosto de 1995), fue una periodista egipcia y activista de los derechos de las mujeres.

## Trayectoria
Sa'īd nació el 20 de enero de 1914 en El Cairo, Egipto.
Se unió al ala juvenil de la Unión Feminista Egipcia a la edad de 14 años. Fue una de las primeras mujeres en asistir a la Universidad Fuad I en 1931. En 1935 se graduó como licenciada en Literatura Inglesa. Fue una de las pioneras en el campo del periodismo.
Después de graduarse en 1935, se unió al personal de la revista de noticias Al-Muṣawwar y comenzó a escribir como columnista, un trabajo que continuó hasta poco antes de su muerte. En 1973 se convirtió en la editora de esa publicación, y tres años después se convirtió en presidenta del grupo editorial que la editaba, cargo que ocupó hasta 1985.
Fue la primera mujer editora de revistas en Oriente Próximo. En 1954 fundó la primera revista femenina de Egipto, Hawaa (Eva), el semanario femenino de mayor tirada durante años. Hawaa es la más lograda y respetada revista que trata sobre las preocupaciones de las mujeres en Egipto. Said fue
no solo una prolífica escritora, sino la primera periodista egipcia a tiempo completo en la historia del país. Su logro más conocido fue la fundación de
Hawaa una revista preocupada por los problemas contemporáneos que enfrentan las mujeres, aunque se orientaba al público masculino y femenino por igual. Said disfrutó de un amplio respeto y reconocimiento por su contribución para el avance de la mujer egipcia. Ninguna otra feminista de su época cargó más directamente contra el establecimiento religioso contemporáneo. Era revolucionaria para los tiempos que corrían, organizó campañas contra el fundamentalismo islámico en los años 70 y se oponía al uso del hiyab en las mujeres. Incluso jugaba al tenis en público con la cabeza descubierta.
Sa'īd también desempeñó funciones de Secretaria General de la Unión de Mujeres de la Liga Panárabe entre 1958 y 1969 y como Vicepresidenta de la Unión Egipcia de Periodistas entre 1959 y 1970. También fue representante de Egipto en Congresos internacionales.
Sa'īd murió de cáncer a la edad de 81 años el 13 de agosto de 1995 en El Cairo.

## Libros
Además de sus escritos periodísticos, Said dejó varios libros.
- Awraq al-kharif (Autumn Leaves, short stories). Cairo: 1943
- al-Jamiha (The Defian Woman, novel). Cairo: 1950
- Wujuh fi al-jalam (Faces in the Dark, novel). Cairo: 1963
- al-Hadaf al-kabir wa qisas ukhra (The Big Goal, short stories). Cairo: 1985

## Premios y reconocimientos
- Primera Orden de la República (1975).
- Estrella Universal (1979).
- Premio Nacional de Artes (1982).